# St. Martinus (Wissersheim)

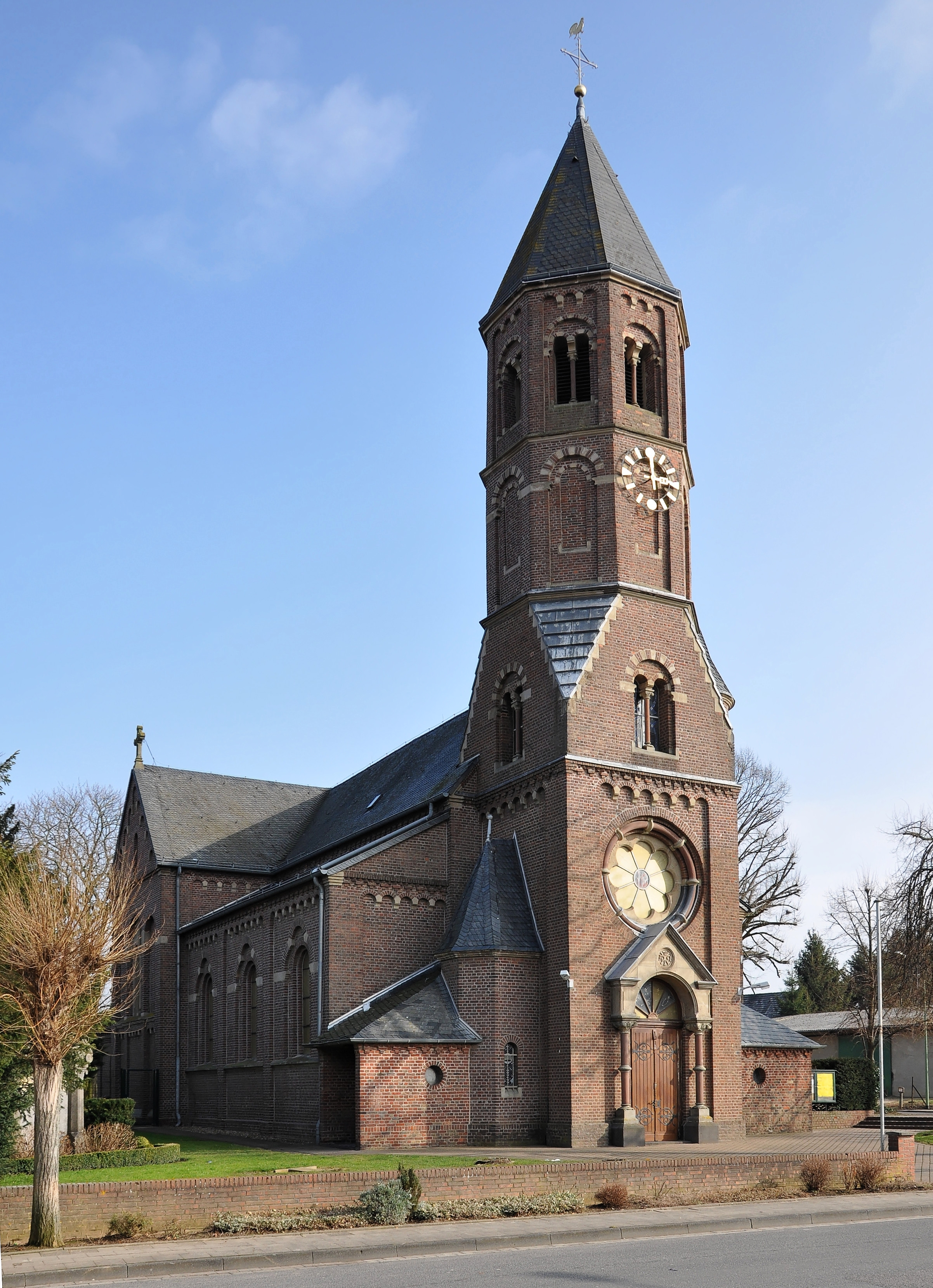
St. Martinus in Wissersheim

St. Martinus ist römisch-katholische Filialkirche in Wissersheim, einem Ortsteil der Gemeinde Nörvenich im Kreis Düren in Nordrhein-Westfalen. Die Kirche ist unter Nummer 72 in die Liste der Baudenkmäler in Nörvenich eingetragen und steht unter dem Patronat des hl. Martin von Tours. Sie wurde zwischen 1894 und 1896 nach Plänen von Theodor Kremer erbaut.

## Geschichte
Wissersheim wurde 836 erstmals urkundlich erwähnt. Es ist nicht ausgeschlossen, dass bereits damals ein Gotteshaus im Ort bestand. Sicher ist, dass im 12. Jahrhundert eine Kirche im Stil der Romanik erbaut wurde, die bis zum Bau der heutigen Kirche erhalten geblieben war. Eigenständige Pfarrei war Wissersheim bereits um 1300. Es gehörte damals zum weit ausgedehnten Dekanat Bergheim im Erzbistum Köln.
Die aus dem 12. Jahrhundert stammende Kirche musste wegen Baufälligkeit Ende des 19. Jahrhunderts abgebrochen werden. Sie hatte ein flachgedecktes Hauptschiff unter einem tief abgeschleppten Satteldach. Später wurde dem Bau ein nördliches Seitenschiff zugefügt.
Die heutige Kirche wurde wenige Meter südlich des alten Standortes zwischen 1894 und 1896 nach Plänen des Kölner Architekten Theodor Kremer erbaut. Die feierliche Kirchweihe fand am 7. Mai 1896 durch den Kölner Weihbischof Hermann Joseph Schmitz statt.
Durch einen Volltreffer wurde im Zweiten Weltkrieg die 16 m hohe Spitze vom 25 m hohen Turm angeschossen und musste im Mai 1945 wegen Baufälligkeit abgerissen werden. Sie wurde erst 1982 bei einer Gesamtrenovierung der Kirche neu aufgesetzt. Sie wurde aus Fichtenholz gezimmert und hat ein Gewicht von 3,5 t. Die Spitze konnte nicht so hoch wie die Originalspitze gebaut werden, weil der Fliegerhorst Nörvenich nur etwa einen Kilometer entfernt liegt. Deshalb sind Höhenbeschränkungen vorgegeben.
Seit der Fusion der ehemaligen Pfarreien St. Medardus, St. Gertrud, St. Heribert, St. Mariä Heimsuchung, St. Martinus und St. Viktor zur Pfarrei St. Josef Nörvenich ist St. Martinus keine Pfarrkirche mehr.

## Baubeschreibung
St. Martinus ist eine dreischiffige Hallenkirche mit Querschiff und dreiseitig geschlossenem Chor im Baustil der Neuromanik aus Backstein mit einem vorgebauten, viergeschossigen Glockenturm im Westen, der im 2. Obergeschoss in ein Achteck übergeht.

## Ausstattung
Im Innenraum haben sich Teile der Ausstattung der Vorgängerkirche erhalten. Dazu zählen ein frühgotisches Kruzifix, ein dreiteiliges Tafelbild aus dem 18. Jahrhundert, die Darstellung der Kreuzabnahme aus dem Jahr 1653 und ein Tafelbild des hl. Sebastian aus dem 17./18. Jahrhundert.
Die Orgel ist ein Werk der Kölner Orgelbauwerkstatt Ernst Seifert aus dem Jahr 1931. Bei diesem Instrument handelt es sich um eine Multiplexorgel.

## Pfarrer
Folgende Priester wirkten bis zur Auflösung der Pfarre als Pfarrer an St. Martinus:
- 1895–1927: Johann Jakob Berger
- 1927–1932: Josef Görtz
- 1932–1959: Heinrich Ingenlath
- 1959–1967: Johannes Milz
- 1967–1985: P. Josef Schaper CSSR
- 1985–1996: Matthias Sieger
- 2000–2003: Hans-Otto von Danwitz
- 2007–2010: Raphael Häckler